# 王赤军
王赤军（1916年—1967年），原名王能寿，曾用名王赤兴，男，湖南平江人，中华人民共和国军事人物，中国人民解放军开国少将，中共七大代表。